# 행궁동
행궁동(行宮洞)은 대한민국 경기도 수원시 팔달구의 행정동이다. 팔달구 중앙에 있는 동이다.

## 개요
행궁동은 수원의 교통, 상업, 금융의 중심지이자 수원화성과 화성행궁 등이 자리잡고 있는 향토유적의 중심지이다. 행정동의 명칭도 바로 이 화성행궁에서 유래한다. 재래시장 및 상가밀집, 교통요충지로서 유동인구 과밀지역이며, 7개의 학교가 집중되어 있어서 교육환경의 중심지이기도 하다.

## 법정동
- 팔달로1가(八達路一街)
- 팔달로2가(八達路二街)
- 팔달로3가(八達路三街)
- 남창동(南昌洞)
- 영동(榮洞)
- 중동(中洞)
- 구천동(龜川洞)
- 남수동(南水洞)
- 매향동(梅香洞)
- 북수동(北水洞)
- 신풍동(新豊洞)
- 장안동(長安洞)

## 교육

### 수원시팔달구사립대학교[2]
- 아주대학교

## 문화재
- 화성행궁 - 사적 제478호
- 수원 창성사지 진각국사탑비 - 보물 제14호